# ویاتسکویه

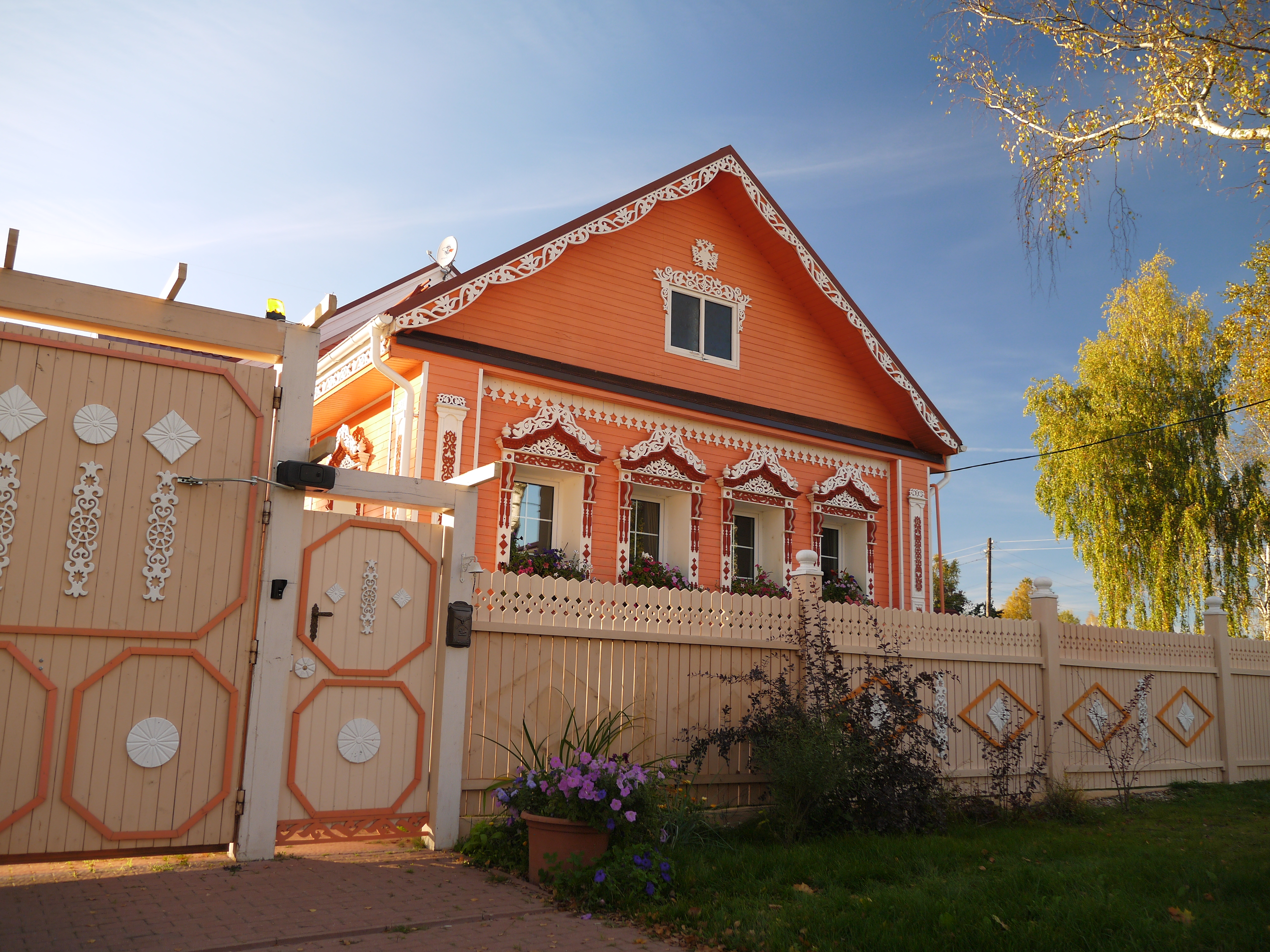
خانه سنتی روسی در ویاتسکویه، استان یاروسلاول

ویاتسکویه (روسی: Вя́тское) روستایی (روستا) در استان یاروسلاول، روسیه است. این روستا که اولین بار در اسناد رسمی در سال ۱۵۰۲ ذکر شده است، در اوایل دهه ۲۰۰۰ توسط تاجر اولگ ژاروف بازسازی شد.
این روستا اکنون میزبان ۱۰ موزه است و در سال ۲۰۱۴ بیش از ۸۰٬۰۰۰ گردشگر را جذب کرده است.
در سال ۲۰۱۵، ویاتسکویه برنده اولین رقابت ملی برگزارشده توسط زیباترین روستاهای روسیه، معادل روسی انجمن زیباترین روستاهای فرانسه شد.